# 210型潜艇
210型核潜艇，俄国称为AS-12，英语世界多称为“Losharik”（俄語：Лошарик，来自于马loshad和球体sharik的混合词）号潜艇。它有核反应堆，设计上有着独特的多球形壓力殼构造。据信能潜到6000米深度。该艇于1988年铺龙骨，由于缺少资金，延至2003年8月下水，它主要使命是科研和特种任务。
它的名称可能来源于多层的球体外壳，另外也取自一个俄国卡通形象，一匹用球体组成的的玩具马。

## 2019年火灾事故
2019年7月1日，210型潜艇在俄罗斯海域进行水下海床测量工作时发生火灾。14名船员因吸入有害气体死亡。其中7人为军官，另有2人曾获颁俄罗斯联邦英雄奖章，后者是俄罗斯国民可以获得最高级别的荣誉头衔。火灾发生在当地时间晚上八点半，之后被其他幸存船员扑灭。随后潜艇被拖往位于北莫爾斯克的北方舰队基地。
这起事故是继2008年11月9日，海豹号核潜艇在日本海发生气体泄漏事故，造成20死21人受伤后，俄罗斯海军发生的最严重的事故。海军总司令负责组织对这起事故的原因展开调查。